# 율리안 브란트
율리안 브란트(독일어: Julian Brandt, 1996년 5월 2일 ~ )는 독일의 축구 선수이다. 현재 보루시아 도르트문트에서 뛰고 있다. 윙어와 공격형 미드필더 포지션을 소화할 수 있는 멀티 플레이어이다.

## 구단 경력
그는 고향팀인 SC 보르크펠트 유스 팀에서 선수 생활을 시작하였다. 그 다음 FC 오버노이란트로 팀을 옮겼고, 2011년에는 볼프스부르크 유스팀으로 팀을 옮겼다.

### 바이엘 04 레버쿠젠
2013년 12월 12일, 레버쿠젠은 브란트가 2019년까지 계약을 체결하고 팀에 합류하였다고 발표하였다. 그는 2014년 2월 15일 샬케 04와의 경기에서 후반 37분 손흥민과 교체되어 자신의 프로 데뷔전을 치렀다. 2014년 4월 4일, 함부르크 SV와의 경기에서 프로 데뷔골을 기록하였다.

### 보루시아 도르트문트
2019년 7월 1일, 브란트는 보루시아 도르트문트와 2024년 여름에 만료되는 5년 계약을 체결하며 레버쿠젠에서 도르트문트로 이적했다.
2023년 2월 16일, 브란트는 22-23 분데스리가 1월의 선수상을 받았다. 그는 이 상을 받으며 22-23 분데스리가 시즌 중 독일 축구 리그와 EA 스포츠가 협업해서 주는 분데스리가 이 달의 선수상을 받은 첫 번째 도르트문트 선수가 되었다.
2023년 3월 17일, 브란트는 22-23 분데스리가 2월의 선수에 선정되면서 2023년 1월에 뒤이어 2연속으로 분데스리가 이달의 선수상을 획득했다.
2023년 4월 11일, 브란트는 도르트문트와 2026년 6월 30일까지 유효한 새로운 계약을 체결했다.

## 수상 내역

#### 보루시아 도르트문트
- DFB 포칼 : 2020-21

#### 독일
- UEFA U-19 유로 : 2014
- 올림픽 은메달 : 2016
- FIFA 컨페더레이션스컵 : 2017

### 개인
- 프리츠 발터 U18 금메달 : 2014
- 분데스리가 올해의 팀 : 2018–19, 2022–23
- 분데스리가 이 달의 선수 2회

1. ↑  “Julian Brandt is the Bundesliga Player of the Month for January”. 《보루시아 도르트문트》 (영어). 2023년 2월 16일. 2023년 3월 16일에 원본 문서에서 보존된 문서. 2023년 3월 17일에 확인함.
2. ↑  “Borussia Dortmund's Julian Brandt named February Player of the Month!”. 《분데스리가》 (영어). 2023년 3월 17일. 2023년 3월 17일에 확인함.
3. ↑  “Julian Brandt verlängert beim BVB”. 《보루시아 도르트문트》 (독일어). 2023년 4월 11일. 2023년 4월 12일에 확인함.